# Маграни
Маграни (груз. მაღრანი) — село в Грузии, в муниципалитете Душети края Мцхета-Мтианети. 

## География
Село расположено в северной части края, в 21 километре по прямой к юго-востоку от центра муниципалитета Душети. Высота центра — 1600 метров над уровнем моря.

## Население
По данным переписи населения 2014 года, в селе проживало 75 человек.
| Год  | Население |
| ---- | --------- |
| 2002 | 74        |
| 2014 | 75        |